# Seronga
Seronga – wieś w Botswanie w dystrykcie North West. Według spisu ludności z 2011 roku wieś liczyła 2674 mieszkańców.